# Bernt Evensen
Bernt Sverre Evensen (8. dubna 1905 Kristiania – 24. srpna 1979) byl norský rychlobruslař a cyklista.
Na světovém šampionátu startoval poprvé v roce 1925, kdy se umístil na 14. místě. O rok později již získal na Mistrovství světa svoji první medaili – bronzovou. Dvojitého vítězství dosáhl v roce 1927, kdy vyhrál jak Mistrovství světa, tak i Mistrovství Evropy. Na Zimních olympijských hrách 1928 získal tři cenné kovy: v závodě na 500 m zvítězil, na patnáctistovce si dobruslil pro stříbro a pětikilometrovou distanci zvládl ve třetím nejrychlejším čase. Tentýž rok také vybojoval stříbro na evropském a bronz na světovém šampionátu. V sezóně 1928/1929 nastupoval pouze v domácích závodech, další ročník zcela vynechal. Po návratu k rychlobruslení v roce 1931 získal v dalších letech tři medaile na mistrovství světa a jednu medaili na mistrovství Evropy. Startoval také na zimní olympiádě 1932, z níž si odvezl stříbro z tratě 500 m; tamní závody na 5 a 10 km dokončil shodně jako šestý. Poslední starty absolvoval v roce 1935, avšak ještě v roce 1939 se objevil na startu jednoho víceboje ve Finsku.
Věnoval se také cyklistice, ve které vyhrál 11 norských šampionátů.